# Космічний апарат
Космічний апарат (КА) — технічний пристрій, що використовується для виконання різноманітних завдань у космічному просторі, а також проведення дослідницьких та іншого роду робіт на поверхні різних небесних тіл. Засобами доставки космічних апаратів на орбіту служать ракети-носії або літаки.
Космічні апарати, одним з основних завдань яких є транспортування людей або устаткування у верхній частині земної атмосфери — так званому ближньому космосі (тобто 20—100 км), також називають «космічними літальними апаратами» (КЛА).
Галузі застосування космічних апаратів визначають їхній поділ на такі групи:
- суборбітальні;
- навколоземні орбітальні, тобто такі, що рухаються по геоцентричних орбітах штучних супутників Землі;
- міжпланетні (експедиційні);
- напланетні.

Також прийнято розрізняти автоматичні та пілотовані космічні апарати. До пілотованих космічних апаратів, зокрема, відносять усі види пілотованих космічних кораблів та орбітальних космічних станцій. Попри те, що сучасні орбітальні станції функціюють в області ближнього космосу і формально можуть називатися «космічними літальними апаратами», за сформованою традицією їх називають «космічними апаратами».
Назва «космічний літальний апарат» іноді також використовується для позначення активних (тобто таких, що маневрують) штучних супутників Землі, з метою підкреслення їхніх відмінностей від пасивних супутників. Здебільшого ж значення термінів «космічний літальний апарат» і «космічний апарат» синонімічні й взаємозамінні.
У проєктах зі створення гіперзвукових літальних апаратів, що активно розроблюються останнім часом, часто використають ще одну схожу назву «повітряно-космічні апарати» (ПКА), позначаючи, таким чином, засоби, призначені для виконання керованого польоту як у безповітряному космічному просторі, так і в щільній атмосфері Землі.
2022 року відбулося 186 запусків космічних апаратів (самих апаратів було більше, тому що за один запуск може виводитися кілька апаратів).

## Класифікація космічних апаратів
Розрізняють такі класи космічних апаратів:
- штучні супутники Землі — загальна назва всіх космічних апаратів, що обертаються навколо Землі по геоцентричній орбіті;
- космічні зонди, що застосовуються для вивчення далекого космосу;
- автоматичні або пілотовані космічні кораблі, що використовуються для доставки вантажів і людей на навколоземну орбіту (а в майбутньому, — і на орбіти інших планет), та для їх повернення;
- орбітальні станції — пілотовані апарати, призначені для довгострокового перебування та роботи людей на орбіті Землі або іншої планети;
- спускні апарати — призначені для доставки людей і/або апаратури з навколопланетної орбіти або міжпланетної траєкторії на поверхню планети з м'якою посадкою;
- планетоходи — автоматичні лабораторні комплекси або транспортні засоби, призначені для переміщення поверхнею планет і інших небесних тіл.

Космічні апарати призначені для виконання найширшого спектра наукових, господарських, військових та іншого роду завдань, які зокрема включають:
- Дослідження Землі — супутники дистанційного зондування Землі;
- Метеорологія — метеорологічні супутники;
- Навігація — навігаційні супутники;
- Планетні й міжпланетні дослідження — автоматичні міжпланетні станції, планетоходи;
- Телекомунікації й зв'язок — телекомунікаційні супутники;
- Забезпечення життєдіяльності людини у космічному просторі — пілотовані космічні кораблі та орбітальні станції;
- Космічний туризм — пілотовані космічні кораблі та орбітальні станції;
- Розвідка та військові експерименти — розвідувальні супутники, військові супутники, пілотовані космічні кораблі та орбітальні станції;

З огляду на специфіку виконуваних завдань космічні апарати можуть оснащуватися різними силовими установками на основі ракетних двигунів, до яких відносяться як традиційні реактивні двигуни, так і перспективні (сонячне вітрило, що використовує тиск сонячного світла й так званий «сонячний вітер»; іонні двигуни, ядерні двигуни, термоядерні тощо).

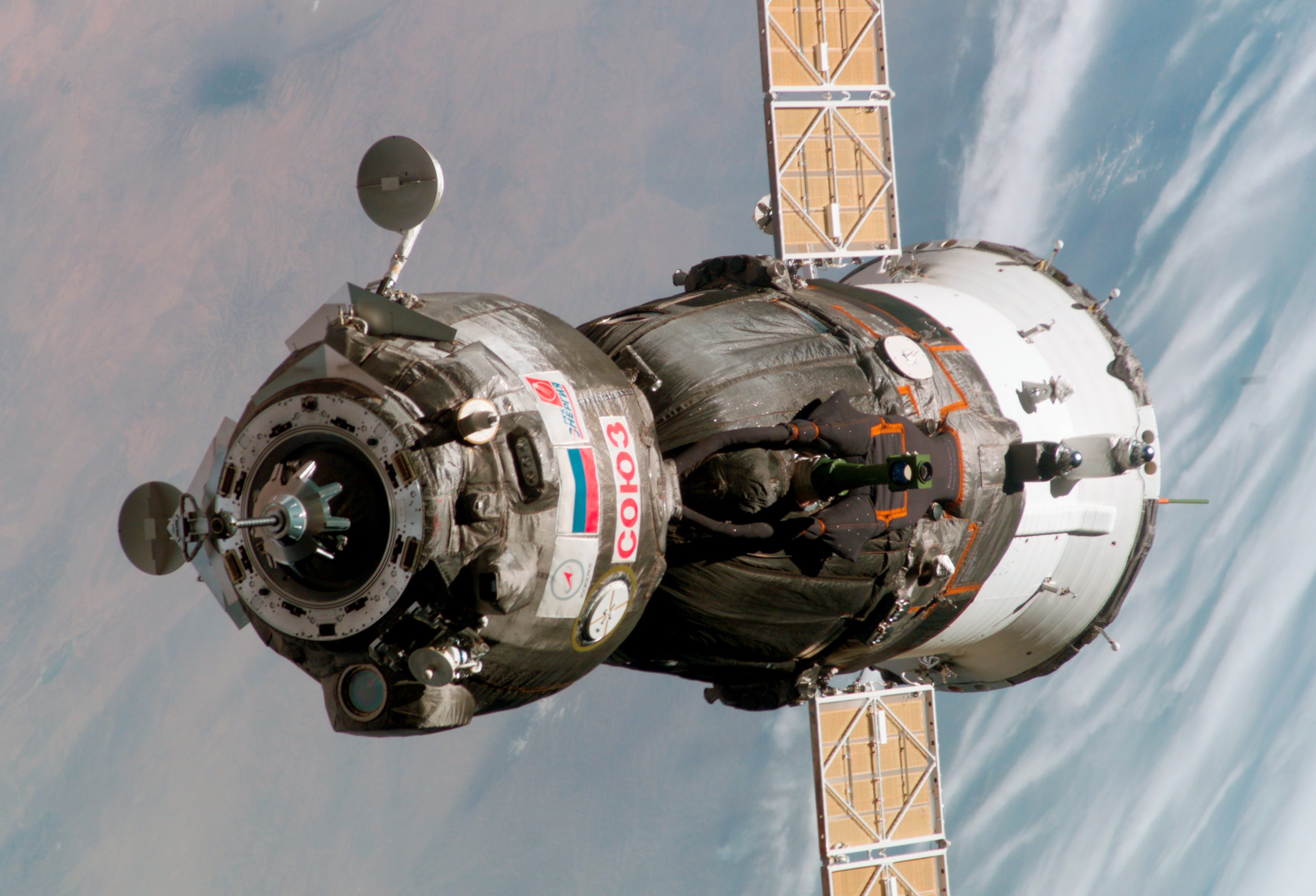
Космічний корабель Союз, зі членами екіпажу МКС на борту.
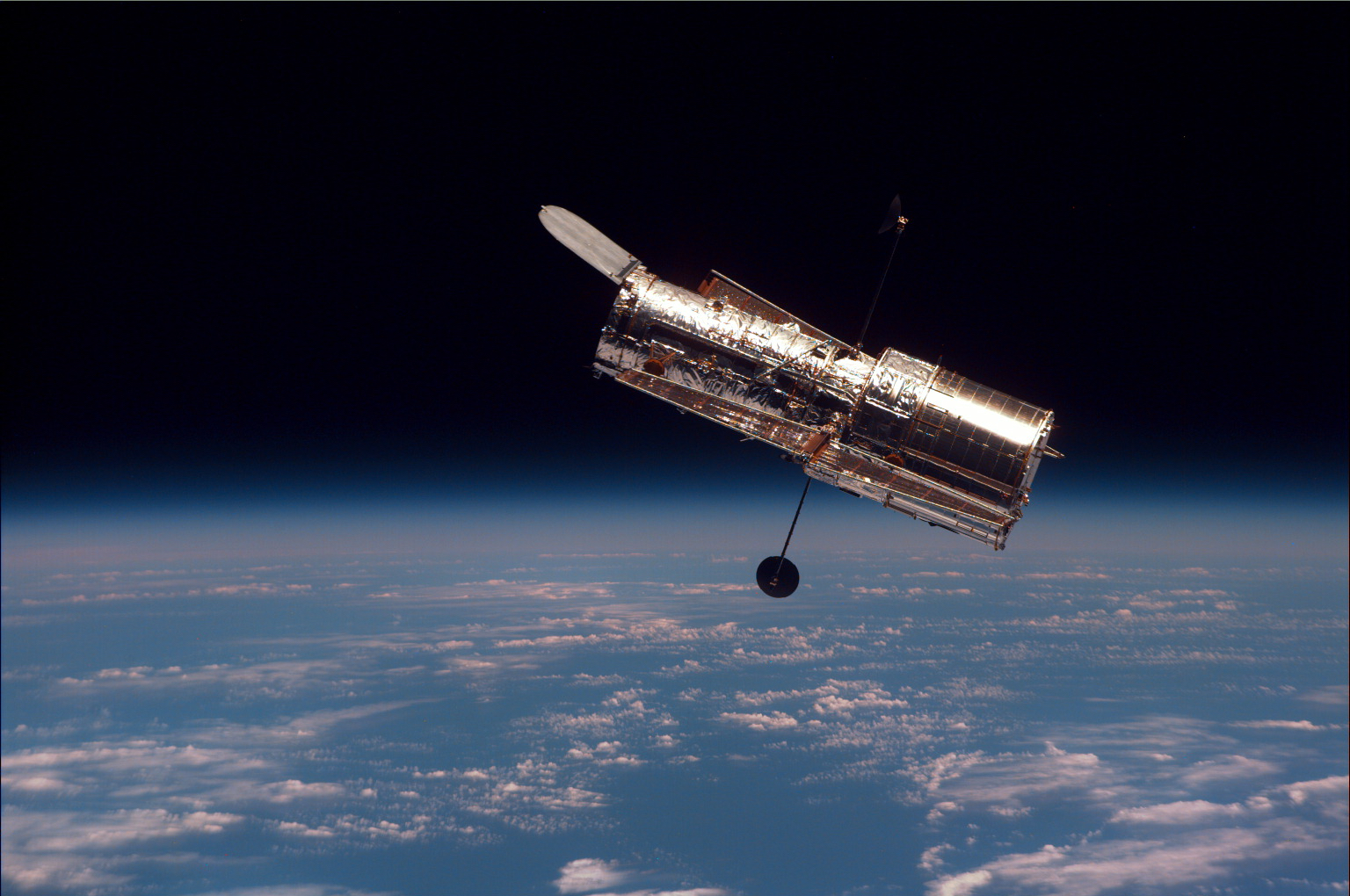
Автоматична обсерваторія «Хаббл» на орбіті Землі
Автоматичний космічний апарат «Кассіні — Гюйгенс», що досліджує планету Сатурн, кільця й його супутники
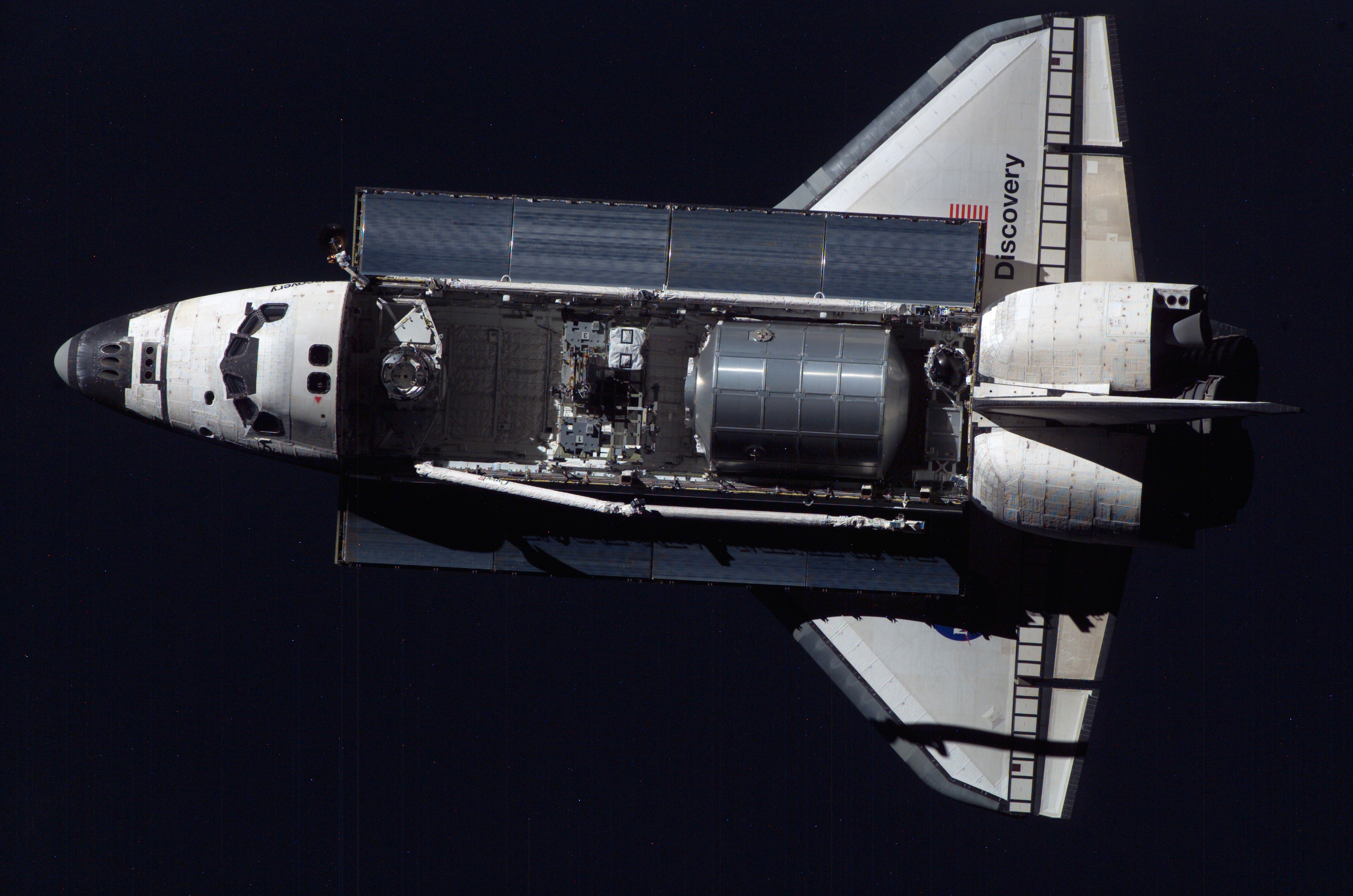
Космічний шатл «Діскавері», сфотографований з міжнародної космічної станції.

## Масові характеристики космічних апаратів
| Ка     | маса          |
| ------ | ------------- |
| фемто- | до 100 г      |
| піко-  | до 1 кг       |
| нано-  | 1-10 кг       |
| мікро- | 10-100 кг     |
| міні-  | 100-500 кг    |
| малі   | 500-1000 кг   |
| великі | понад 1000 кг |

## Особливості польоту
У загальному випадку політ космічного апарата можна розділити на етап виведення, етап орбітального польоту та етап посадки. На етапі виведення космічний апарат має набрати необхідну космічну швидкість у заданому напрямку. Орбітальний етап характеризується інерціальним рухом апарата згідно з законами небесної механіки. Посадковий етап починається із входження в атмосферу і покликаний погасити швидкість апарата, що повертається, до припустимої посадкової швидкості.
Для подовження терміну існування космічного апарата на орбіті та можливості проведення польотів у глибокий космос розглядається можливість заправки у космосі.

### Вплив нецентральності поля притягання
Потенціал притягання Землі {\displaystyle U} задається формулою
{\displaystyle U={\frac {fM}{r}}[1-\sum _{n=2}^{\infty }I_{n}({\frac {r_{0}}{r}})^{n}P_{n}(\sin \varphi )+\sum _{n=2}^{\infty }\sum _{k=1}^{\infty }({\frac {r_{0}}{r}})^{n}P_{nk}(\sin \varphi )\cdot (C_{nk}\cos k\lambda +S_{nk}\sin k\lambda )],}
де {\displaystyle f} — стала тяжіння; {\displaystyle M,r_{0}} — маса та середній екваторіальний радіус Землі відповідно; {\displaystyle r,\varphi ,\lambda } — геоцентричний радіус-вектор, геоцентрична широта й довжина космічного апарата; {\displaystyle P_{n}(\cdot )} — поліном Лежандра, {\displaystyle I_{n},C_{nk},S_{nk}} — безрозмірні константи, які характеризують форму Землі.

## Бортові системи
Необхідність тривалого функціонування в умовах космічного простору і виконання цільових завдань обумовили розвиток наступних основних систем космічних апаратів: системи енергозабезпечення, системи терморегуляції, системи радіаційного захисту, системи космічного зв'язку, системи керування рухом тощо. Для пілотованих космічних апаратів характерною є також наявність розвинутої системи життєзабезпечення
Окремий комплекс проблем виникає при поверненні космічних апаратів на Землю або виконанні посадки на поверхню інших небесних тіл. Зокрема, це спричиняє розробку складних систем забезпечення зниження та посадки.
Ще один клас завдань, що постають перед розробниками космічних апаратів, це забезпечення їх стикування з іншими штучними об'єктами. Виконання цих завдань припускає наявність систем зближення та стикування.

### Силова установка
Дозволяє змінювати швидкість та напрямок руху (РСК) КА. Зазвичай використовується хімічний ракетний двигун, але це можуть бути і електричні, ядерні та інші двигуни, може застосовуватися також сонячне вітрило.

## Космічні апарати у фантастиці
Освоєння космічного простору є одним з головних сюжетів наукової фантастики. Апарати для переміщення усередині зоряної системи, зокрема між планетами, називаються у деяких авторів планетольотами. Як правило, принципом їхньої дії є (як і в сучасних КА) реактивна тяга. Іноді такі кораблі називаються просто ракетами.
Для переміщень на міжзоряні відстані служать зорельоти. Сучасна технологія не дозволяє створювати апарати для міжзоряних переміщень, що володіють відповідною швидкістю і здатні входити в гіперпростір чи кротовини.